# 贡萨尔维斯
贡萨尔维斯是巴西米纳斯吉拉斯州的一个市镇。总面积187.596平方公里，总人口4270人，人口密度22.8人/平方公里。